# Sender Haardtkopf
Der Sender Haardtkopf ist ein 136 Meter hoher freistehender Sendeturm des Südwestrundfunks in Stahlfachwerkbauweise für UKW-Hörfunk und DAB.

## Geschichte

### Alter Sendemast

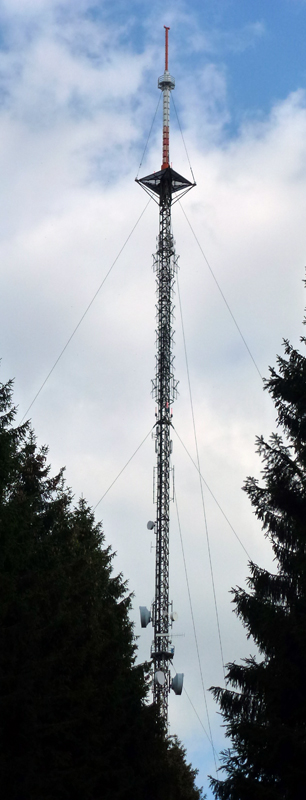
Alter Sendemast

Der erste Sendemast wurde 1952 auf dem gleichnamigen Haardtkopf bei Gornhausen im Landkreis Bernkastel-Wittlich errichtet. Es handelte sich um eine abgespannte Stahlfachwerkskonstruktion. Ein besonderes Merkmal dieses Sendemasten war, dass der Glasfaserzylinder auf seiner Spitze mit den UHF-Antennen an der obersten Antennenplattform abgespannt war und der Mast einen dreieckigen Querschnitt besaß. Im Sommer 2019 wurde der gesondert abgespannte Aufsatzmast mit Glasfaserzylinder demontiert, somit hatte sich die Gesamthöhe des Bauwerks von 186 m auf etwa 150 m reduziert. Aufgrund der DVB-T-Abschaltung wurde der Aufsatzmast nicht mehr benötigt. Der alte Antennenträger wurde in der Zeit vom 22. Juni bis 10. Juli 2020 aus statischen Gründen kurzfristig rückgebaut.

### Neuer Sendeturm
Zwischen 2018 und 2019 wurde ein neuer, etwa 136 m hoher Stahlgittermast errichtet. Dieser ersetzte den alten abgespannten Sendemast. Es handelt sich um einen freistehenden Stahlfachwerkturm. Eine Plattform zur Montage von UHF-Antennen für eine DVB-T2 Ausstrahlung ist nicht mehr vorgesehen.

### Weiterer Sendeturm
Neben dem Stahlfachwerkturm des Südwestrundfunks gibt es noch einen weiteren, 74 m hohen Stahlgittermast auf dem Gelände. Dieser wird von der Deutschen Funkturm betrieben und beherbergt Mobilfunk, Richtfunk und BOS-Funk.

## Frequenzen und Programme

### Analoger Hörfunk (UKW)
Beim Antennendiagramm sind im Falle gerichteter Strahlung die Hauptstrahlrichtungen in Grad angegeben.
| Frequenz [MHz] | Programm             | RDS PS             | RDS PI                | Regionalisierung     | ERP [kW] | Antennendiagramm rund (ND)/gerichtet (D) | Polarisation horizontal (H)/vertikal (V) |
| -------------- | -------------------- | ------------------ | --------------------- | -------------------- | -------- | ---------------------------------------- | ---------------------------------------- |
| 97,7           | SWR1 Rheinland-Pfalz | SWR1_RP_           | D3A1                  | –                    | 50       | D (210°-140°)                            | H                                        |
| 93,0           | SWR Kultur           | SWR_Kult           | D3A2                  | Rheinland-Pfalz      | 50       | D (210°-140°)                            | H                                        |
| 90,0           | SWR3                 | __SWR3__           | D3A3                  | Rheinland-Pfalz/Köln | 50       | D (250°-140°)                            | H                                        |
| 107,1          | SWR4 Rheinland-Pfalz | SWR4_TR_           | DCA4                  | Radio Trier          | 50       | D (350°-290°)                            | H                                        |
| 100,1          | RPR1                 | RPR1._TR, _RPR1.__ | D5A8 (regional), D3A8 | Eifel-Saar-Mosel     | 50       | ND                                       | H                                        |

### Digitaler Hörfunk (DAB+)
Das Digitalradio (DAB+) wird in vertikaler Polarisation und im Gleichwellenbetrieb mit anderen Sendern ausgestrahlt.
| Block                             | Programme | ERP (kW) | Gleichwellennetz (SFN) |
| --------------------------------- | --- | -------- | --- |
| 11A Rheinland- Pfalz 1 (D__00217) | DAB+-Multiplex der Digital Radio Südwest: - SWR1 RP (96 kbps) - SWR Kultur (96 kbps) - SWR3 (Rheinland-Pfalz) (96 kbps) - SWR4 KL (88 kbps) - SWR4 KO (88 kbps) - SWR4 LU (88 kbps) - SWR4 MZ (88 kbps) - SWR4 TR (88 kbps) - DASDING (96 kbps) - SWR Aktuell (72 kbps) - bigFM (72 kbps) - RPR1. (überregional) (72 kbps) - Rockland Radio (überregional) (72 kbps) - EPG (24 kbps) - TPEG (16 kbps) | 8,8      | - Region Kaiserslautern: Bornberg, Kaiserslautern (Rotenberg), Kettrichhof, Zweibrücken - Region Koblenz: Ahrweiler (Schöneberg), Alf-Bullay, Altenahr (Oberes Ahrtal), Bad Marienberg, Betzdorf (Weißenstein), Diez, Koblenz (Dieblich-Waldesch), Linz am Rhein - Region Ludwigshafen: Weinbiet - Region Mainz: Bad Kreuznach (Bad Münster am Stein), Donnersberg, Mainz-Kastel, Oberdiebach (Lorch) - Region Trier: Bitburg, Bleialf, Daleiden, Haardtkopf, Idar-Oberstein, Kirn, Palzem, Schartenberg (Eifel), Niedersgegen, Saarburg, Traben-Trarbach, Trier (Markusberg) |

### Digitales Fernsehen (DVB-T, abgeschaltet)
Seit dem 12. November 2008 wurde vom Sender Haardtkopf das digitale Antennenfernsehen (DVB-T) mit drei öffentlich-rechtlichen Multiplex-Kanälen abgestrahlt. Die digitalen Ausstrahlungen liefen im Gleichwellenbetrieb (Single Frequency Network) mit anderen Sendestandorten. Die Abschaltung erfolgte am 28. November 2018 ohne einen Umstieg auf DVB-T2.
| Kanal | Frequenz [MHz] | Multiplex                          | Programme im Multiplex | ERP [kW] | Antennen- diagramm rund (ND)/ gerichtet (D) | Polarisation horizontal (H)/ vertikal (V) | Modulations- verfahren | FEC | Guard- intervall | Bitrate [MBit/s] | SFN |
| ----- | -------------- | ---------------------------------- | --- | -------- | ------------------------------------------- | ----------------------------------------- | ---------------------- | --- | ---------------- | ---------------- | --- |
| E46   | 674            | ARD Digital (SWR)                  | - Das Erste (SWR) - ARTE - Phoenix - One                                                                                  | 50       | ND                                          | H                                         | 16-QAM (8k-Modus)      | 2/3 | 1/4              | 13,27            | Haardtkopf (Hunsrück), Petrisberg (Trier), Scharteberg (Eifel-Daun), Geisberg (Saarburg-Ockfen)                                                                                       |
| E48   | 690            | ARD regional (SWR Rheinland-Pfalz) | - SWR Fernsehen Rheinland-Pfalz - Bayerisches Fernsehen (Schwaben/Altbayern) - hr-fernsehen - WDR Fernsehen (Studio Köln) | 50       | ND                                          | H                                         | 16-QAM (8k-Modus)      | 2/3 | 1/4              | 13,27            | Haardtkopf (Hunsrück), Petrisberg, Scharteberg, Geisberg |
| E30   | 546            | ZDFmobil                           | - ZDF - 3sat - ZDFinfo - KiKA (06–21:00 Uhr) / ZDFneo (21–06:00 Uhr)                                                      | 50       | ND                                          | H                                         | 16-QAM (8k-Modus)      | 2/3 | 1/4              | 13,27            | Haardtkopf (Hunsrück), Petrisberg, Scharteberg, Geisberg, Schoksberg (Saarbrücken), Göttelborner Höhe, Kettrichhof (Pirmasens), Donnersberg (Pfälzer Wald), Kaiserslautern-Dansenberg |

### Analoges Fernsehen (PAL)
Bis zur Umstellung auf DVB-T wurden folgende Programme in analogem PAL gesendet (abgeschaltet 12. November 2008):
| Kanal | Frequenz (MHz) | Programm                      | ERP (kW) | Sendediagramm rund (ND)/ gerichtet (D) | Polarisation horizontal (H)/ vertikal (V) |
| ----- | -------------- | ----------------------------- | -------- | -------------------------------------- | ----------------------------------------- |
| 25    | 503,25         | Das Erste (SWR)               | 400      | D                                      | H                                         |
| 35    | 583,25         | ZDF                           | 400      | ND                                     | H                                         |
| 55    | 743,25         | SWR Fernsehen Rheinland-Pfalz | 550      | ND                                     | H                                         |